# Чорноземне (Феодосійський район)
Чорнозе́мне (до 1948 року — Новий Керлеут, Яни́-Керлевю́т, крим. Yañı Kerleut) — село Феодосійського району Автономної Республіки Крим. Розташоване на північному заході району.
Відстань від райцентру до населеного пункта становить 61 кілометрів по прямій.

## Населення

### Мова
Розподіл населення за рідною мовою за даними перепису 2001 року:
| Мова                | Відсоток |
| ------------------- | -------- |
| російська           | 80,96 %  |
| кримськотатарська   | 6,97 %   |
| українська          | 10,46 %  |
| інші/не визначилися | 1,61 %   |

1. ↑  Село Чорноземне: онлайн путівник Чорноземним. travels.in.ua (англ.). Процитовано 25 липня 2024.
2. ↑  Рідні мови в об'єднаних територіальних громадах України — Український центр суспільних даних